# Karim Meliani
 (mai 2019).
Karim Meliani est un footballeur franco-algérien né le 3 septembre 1987 à Nanterre en France. Il évolue au poste de milieu central.

## Biographie
Karim Meliani évolue dans les divisions amateurs françaises, et en Algérie.
Il joue en première division algérienne avec les clubs de l'ASO Chlef et du MO Béjaïa. Il dispute un total de 52 matchs en première division algérienne, inscrivant un but. Il participe à la Coupe de la confédération en 2015 avec le club de Chlef (quatre matchs joués).

## Palmarès
- Vice-champion de France de National en 2011 avec l'Amiens SC